# David Lesser
Pour les articles homonymes, voir Lesser.
David Lesser est un musicien et designer sonore pour le théâtre, anciennement acteur dans le doublage. Il a notamment été entre autres l'une des voix françaises au sein de séries télévisées (comme Milo Ventimiglia) et d'animation comme Pinocchio dans Les Aventures de Pinocchio, Tchang Tchong-Jen dans Les Aventures de Tintin ou encore Son Gohan adulte (voix de remplacement), Son Goten adulte et Oob dans Dragon Ball Z.
C'est le frère cadet de l'acteur Mark Lesser.

## Théâtre

### Création sonore
- 1996 : Grand-peur et misère du IIIe Reich, mise en scène par Zakariya Gouram
- 1997 : Corps d'Adel Hakim, mise en scène par Quentin Baillot
- 2007 : Pourquoi l'enfant cuisait dans la polenta, mise en scène par Ombline de Benque
- 2008 : Mayday! Mayday!; La compagnie des temps réels
- 2009 : Le Troisième Pôle[1], Cie Au cul du loup, mise en scène par Quentin Ogier
- 2011 : Les Vieux Os, Cie La Volga
- 2013 : NeXXXt, Cie La Volga
- 2013 : Zafir[2], La compagnie des temps réels
- 2015 : Chut ! Je crie[3], La compagnie des temps réels
- 2016 : Alice et Autres Merveilles de Fabrice Melquiot, mise en scène par Emmanuel Demarcy-Mota, Théâtre de la Ville
- 2016 : Moman, chapitre 1 de Jean-Claude Grumberg, mise en scène par Emmanuel Demarcy-Mota, Théâtre de la Ville
- 2017 : Nombril[4], La compagnie des temps réels
- 2017 : L'État de siège d'Albert Camus, mise en scène par Emmanuel Demarcy-Mota, Théâtre de la Ville, Théâtre National de Bretagne

### Studio
- 2004 : Le Freylekh Trio Yiddish et Yallah !, prise de son
- 2005 : EOL Trio Live at Little Big!, production
- 2008 : Fredrika Stahl Album Tributaries, prise de son

### Sonorisation
- 2009-2011 : Bonga, Calypso Rose, Clinton Fearon, François Morel, Andrea Sitter…
- 2009-2015 : Festival théâtral du Val d'Oise, Escales Danse en val d'Oise

## Filmographie
- 1987 : Monsieur de Pourceaugnac, mise en scène par Pierre Mondy à la Comédie-Française
- 1988 : Rouge au feu de Laurent Bouhnik (court métrage)

## Doublage

### Cinéma

#### Films
- 1988 : Jeu d'enfant (film): Andy Barclay (Alex Vincent)
- 1990 : Rocky 5 : Rocky Balboa, Jr. (Sage Stallone)
- 1992 : Singles : le garçon no 2 (Jaffar Smith)
- 1992 : Simetierre 2 : Drew Gilbert (Jason McGuire)
- 1992 : Les Petits Champions : Adam Banks (Vincent Larusso)
- 1995 : Power Rangers, le film : Rocky DeSantos / Ranger rouge (Steve Cardenas (en))
- 1996 : Le Dortoir des garçons : Jon Heinz (Christopher Pettiet)
- 1999 : Virgin Suicides : Jim Weiner (Jonathan Tucker)
- 2003 : 2 Fast 2 Furious : Jimmy (Jin Auyeung)

#### Films d'animation
- 1995 : Dragon Ball Z : L'Attaque du dragon : Son Gohan (adulte)
- 1995 : Dragon Ball Z : Fusions : Son Gohan (adulte)
- 1996 : Kimagure Orange Road - Max et Compagnie, le film : Max (1er doublage)

### Télévision

#### Téléfilms
- 1993 : Le Berceau vide : Patrick (Jonah Blechman)
- 1995 : Accusée d'amour : Kip Bouchmoyer (Andrew Kavovit)
- 1996 : Rendez-moi maman : David Rattray (Shane Meier)
- 1998 : Conduite coupable : Ian Hall (Scott Foley)
- 1999 : Love Ghost : Matthew « Matt » Jannett (Gabriel Mann)

#### Séries télévisées
- Steve Cardenas (en) dans : 
  - Power Rangers : Mighty Morphin (1994-1996) : Rocky DeSantos / Ranger Rouge (2) (67 épisodes)
  - Power Rangers : Zeo (1997) : Rocky DeSantos / Zeo Ranger 3 Bleu (50 épisodes)
  - Power Rangers : Turbo (1998) : Rocky DeSantos (3 épisodes)

- Karim Prince dans :
  - Alien Rangers (1996) : Cestro / Alien Ranger bleu (mini-série en 10 épisodes)
  - Power Rangers : Zeo (1996) : Cestro / Alien Ranger bleu (4 épisodes)

- Milo Ventimiglia dans :
  - Gilmore Girls (2001-2006) : Jess Mariano (37 épisodes)
  - Boston Public (2003) : Jake Provesserio (4 épisodes, saison 4)

- 1991-1992 : Marshall et Simon : Marshall Teller (Omri Katz) (19 épisodes)
- 1993 : « Il » est revenu : William « Stuttering Bill » Denbrough, adolescent (Jonathan Brandis) (1er doublage, mini-série en 2 épisodes)
- 1994 : Le Retour des Incorruptibles : Kevin Washington (Robert J. Steinmiller, Jr.) (saison 2, épisode 11)
- 1995 : X-Files : Aux frontières du réel : Jack Hammond (Mar Andersons) (saison 3, épisode 3)
- 1999-2000 : Freaks and Geeks : Alan White (Chauncey Leopardi) (9 épisodes)
- 2003 : Les Experts : Miami : Tommy Chandler (Chris Pine) (saison 2, épisode 10)
- 2011 : Mentalist : Bart Henrik (Joe Egender) (saison 2, épisode 12)

#### Séries d'animation
- 1972 : Les Aventures de Pinocchio : Pinocchio
- 1987 : Popeye, Olive et Mimosa : Woody
- 1990-1992 : Sophie et Virginie : Paul (1re voix)
- 1990-1991 : Super Baloo : Kit
- 1991 : 3×3 Eyes : Kunio (OAV 1 et 2)
- 1991 : Les Moomins : Pipo
- 1991 : Tobikage : Mike
- 1992 : Les Aventures de Tintin : Tchang Tchong-Jen (Le Lotus Bleu, Tintin au Tibet et Les Bijoux de la Castafiore)
- 1992 : Widget : le copain de Widget no 2
- 1993 : Christophe Colomb : Christophe Colomb (enfant) (épisodes 1 à 3)
- 1994 : Les Pastagums : Jim (1re voix des premiers épisodes)
- 1995-1996 : Dragon Ball Z : Son Goten (adolescent) et Oob plus Son Gohan (adulte) (voix de remplacement ép. 254 à 256 et 260)
- 1996 : Max et Compagnie : Max (OAV épisodes 1 et 2, 1er doublage)
- 1996 : Les Nouveaux Voyages de Gulliver : Raphaël
- 1998 : Les Malheurs de Sophie : Augustin
- 1999 : Les Globulyss : Nicolas / Phil
- 2000-2001 : Kong : Jason Jenkins

### Jeux vidéo
- 2000 : Galerians : Ryan Steiner / Caïn
- 2000 : Le Club des cinq joue et gagne : François
- 2000 : Le Club des cinq et le Trésor de l'île : François
- 2001[5] : Le Club des cinq et le Mystère des catacombes : François
- 2002 : Star Wars: Rogue Squadron II - Rogue Leader